# 川越村 (山口県)
川越村（かわごえそん）は、山口県玖珂郡にあった村。現在の岩国市周東町三瀬川・周東町獺越にあたる。

## 地理
- 山岳 ： 樽山、源九郎山、陳古屋山、峰尾山

## 歴史
- 1889年（明治22年）4月1日 - 町村制の施行により、三瀬川村・獺越村の区域をもって発足。
- 1955年（昭和30年）4月1日 - 高森町・祖生村・米川村と合併して周東町が発足。同日川越村廃止。